# 안 로베르 자크 튀르고

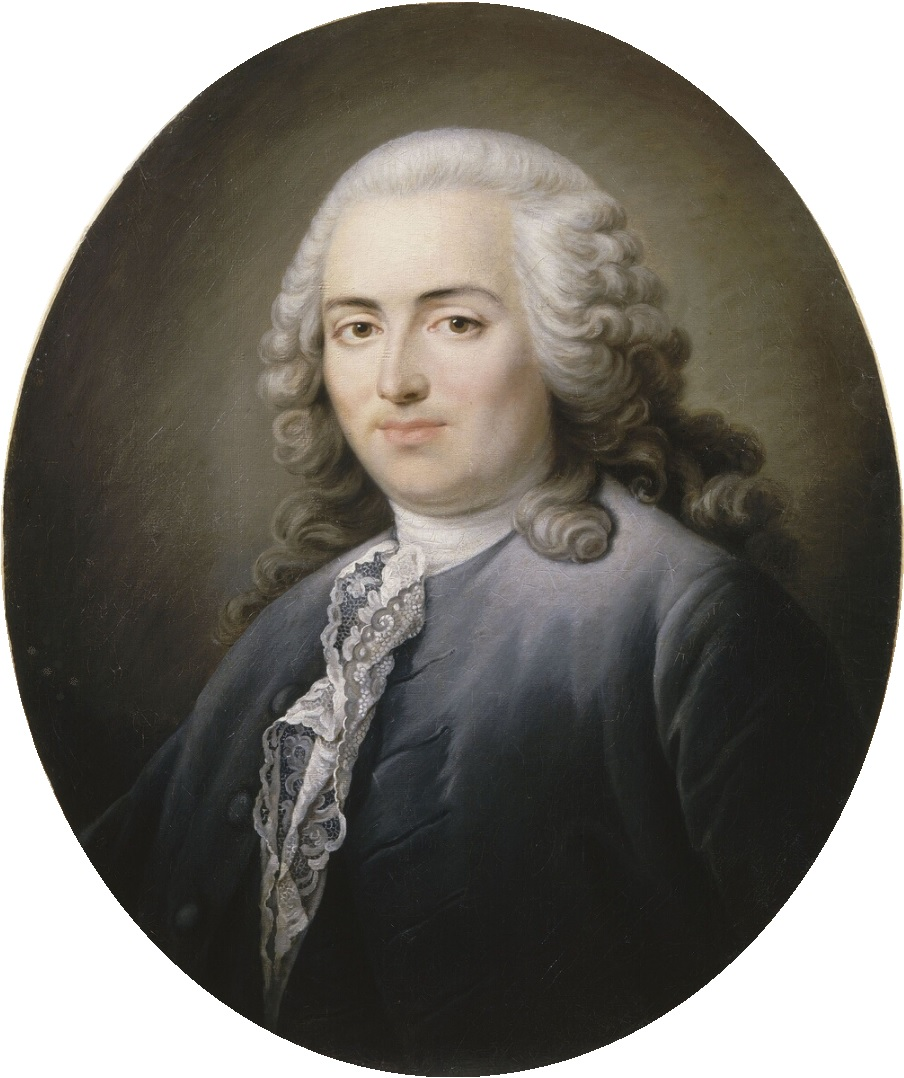
안로베르자크 튀르고 드 라운 남작

안 로베르 자크 튀르고 드 론 남작(프랑스어: Anne Robert Jacques Turgot, Baron de Laune, 1727년 5월 10일 ~ 1781년 3월 18일)은 프랑스의 정치가이자 경제학자이다. 《백과전서》에도 기고한 진보적 중농주의자로 진작부터 상공업에 대한 국가의 과도한 간섭에 비판적이었다. 루이 16세의 치하에서 재정총감을 지냈으며(1774년), 프랑스의 재정 위기를 타파하기 위해 개혁을 시도하여 농민에 대한 무상 부역 강제, 길드제도의 폐지를 실시하여 산업에 대한 자유를 보장했다. 그 개혁에 반대하는 귀족들은 1775년 식량 폭동의 책임을 그에게 지워서, 1776년 퇴직을 불가피하게 했다. 이로써 그의 개혁은 실패하였다.

## 초년과 초기 활동 (1727-1761)

### 초년
튀르고는 1727년 5월 10일 파리에서 상인 미셸 에티엔 튀르고와 마들렌 프랑수아즈 마티뉴 사이의 막내아들로 태어났다. 그는 성직자가 되기 위해서 1749년 소르본 대학교에 입학하였다. 소르본 대학교에서 그는 기독교가 사람에 미치는 영향에 대해서, 또한 사람의 마음의 역사적 과정에 대해서 두 편의 주목할 만한 라틴어 논문을 제출하였다. 1749년에 튀르고가 친구에게 보낸 편지에서 그는 장 밥티스트 트라송의 존 로의 방식에 대한 방어를 논박하고 있는데, 이를 통해서 당시 그가 경제학에 관심을 가지고 있다는 것을 알 수 있다. 또한 당시 그는 시를 짓는 것을 좋아하였고 프랑스 시를 라틴어 작시법에 적용시키는 것을 시도하였다. 튀르고는 베르길리우스의 서사시 《아에네이드》를 전통적 육보격에 맞추어 번역하였는데, 이는 볼테르에 의해서 '자신을 감동시킨 유일한 산문'이라는 찬사를 듣기도 하였다. 1750년 튀르고는 성직자가 되지 않기로 결론을 내렸다. 뒤 퐁 드 느무르에 의하면 그 이유는 '평생 동안 가면을 쓰고 살아갈 수는 없기 때문'이었다.

### 초기 활동
1752년 튀르고는 파리 시의회의 대리인(프랑스어: substitut)이 되었고 이후 조언자(프랑스어: conseiller)가 되었다. 1753년에는 청원심사관(프랑스어: maître des requétes)으로 임명되었다. 1754년 튀르고는 의회가 추방중일 때 설립된 왕실회의소(프랑스어: chambre royale)의 일원이 되었다. 1755년과 1756년에는 뱅상 드 구르네를 수행하여 각 지방의 조사를 위해 떠났고, 1760년에는 동부 프랑스와 스위스를 방문 중일 때 그 곳에서 볼테르를 만났다. 볼테르는 이후 튀르고의 중요한 친구이자 지지자가 되었다. 파리에서 튀르고는 살롱에 자주 들렀고, 특히 리그빌레 양의 조카인 그라피니 부인의 살롱을 자주 방문하였다. 이후에는 헬베티우스 부인과 그와 평생친구가 되었고 한때 결혼까지 고려한 조프랭 부인, 드팡 부인, 레스피나스 양, 엥빌 공작부인 등의 살롱에도 들렀다. 이 기간 동안 튀르고는 중농학파의 지도자인 프랑수아 케네, 뱅상 드 구르네를 포함하여 뒤 퐁 드 느무르, 앙드레 모렐레 등의 많은 경제학자들을 만났다. 또한 튀르고는 과학의 여러 분야 및 고대와 현대의 언어에 대해서 배웠다.
1753년 튀르고는 조사이어 터커의 책을 번역하여 Questions sur la commerce라는 이름으로 출판하였고 종교적 관용을 지지하기 위해서 소책자인 Le Conciliateur를 저술하기도 하였다. 1755년과 1756년에는 《앙시클로페디》(프랑스어: Encyclopédie)의 여러 항목을 저술하였고 1757년에서 1760년까지 Valeurs et monnaies에 기사를 작성하였다. 1759년에는 뱅상 드 구르네에 대한 추도사를 연설하였다.

## 리모주의 행정관 (1761-1774)

### 행정관으로서의 활동
1761년 8월 튀르고는 프랑스의 가장 가난하고 지나치게 과세된 지역을 포함한 리모주 지방의 행정관이 되었다. 그는 이곳에서 13년간 일하였다. 튀르고는 당시 프랑수아 케네와 뱅상 드 구르네의 이론에 심취하였으며, 그들의 이론을 리모주에 적용하기 위해서 노력하였다. 튀르고는 그의 전임자에 의해서 시작된, 타유(프랑스어: taille)의 정확한 징세를 위한 토지의 측량을 계속하였다. 그는 또한 주에 부과되었던 세금을 크게 감소시켰다. 그는 리모주 농업학회의 회장으로서 Avis sur l'assiette et la répartition de la taille를 1762년부터 1770년까지 출판하였다. 케네와 미라보는 비례세를 지지하였으나, 튀르고는 누진세를 지지하였다. 튀르고는 전 주를 대상으로 부과되었던 부역은 돈으로 대체하였다. 또한 그는 도로의 공사를 공사 청부인에게 맡겼고 그 결과 도로 공사에 비용이 집중되게 되어 튀르고가 떠날 쯤에는 리모주는 좋은 도로 체계를 가질 수 있게 되었다.
1770년과 1771년에 기근이 찾아오자 튀르고는 지주들에게는 가난한 사람들, 특히 그들에게 의지하는 소작농들을 구제할 임무가 있다고 주장하였다. 또한 그는 무차별적인 박애를 주장하며 건강한 사람들에게는 일자리를 주고 그렇지 못한 사람들을 구제하기 위해서 각 주에 ateliers와 bureaux de charité를 조직하였다. 1770년 튀르고는 감사원장 조세프 마리 테레에게 보내는 편지인 Lettres sur la liberté du commerce des grains를 저술하였다. 이 편지들은 이후 국왕 루이 16세에게도 보내졌다.

### 저술
1769년에 튀르고는 앙굴렘의 경제 위기에 대해서 Mémoire sur les prêts à intérêt를 저술하였다. 이 논문에서 그는 교회의 가르침에 어긋나는 이자를 받고 돈을 빌려주는 것에 대해서 과학적으로 접근하였는데, 이는 당시 기준으로 상당히 독특한 방법이었다. 튀르고가 감독관으로 있을 시절에 쓴 다른 논문에는 Mémoire sur les mines et carrières와 Mémoire sur la marque des fers가 있다. 두 논문에서 그는 국가의 규제와 개입에 대해서 반대하는 입장을 밝혔고 시장에서의 자유 경쟁을 주장하였다.
튀르고의 가장 널리 알려진 저술 중 하나인 Réflexions sur la formation et la distribution des richesses는 감독관 재직 시절의 초기에 쓰여진 것이다. 1766년 저술된 Ephémérides du citoyen는 1769년과 1770년 뒤 퐁 드 느무르가 발행한 간행물에 실리었고 1776년 독립적으로 출판되었다. 뒤 퐁은 이 글을 프랑수아 케네의 이론에 더 충실히 하기 위해 많은 수정을 가하였고, 이로 인해서 튀르고는 뒤 퐁과 갈등을 일으키기도 하였다. 튀르고는 상업의 기원을 조사한 후 땅이 부의 원천이라는 케네의 이론을 전개하였고, 사회를 생산계층 또는 농업계층, 봉급계층 또는 기술계층, 그리고 지주계층의 세 계층으로 나누었다. 또한 농작의 여러 방법과 교환과 교역, 돈의 성질, 자본의 기능들에 논한 후 땅의 순 생산량을 기준으로 과세가 이루어져야 한다고 주장하였다. 그리고 그는 상업과 공업의 완전한 자유를 주장하였다.

## 재정총감 (1774-1776)

### 개혁의 시도
튀르고는 루이 16세의 스승인 모르파 백작에 의해서 장관으로 낙점 받았고, 해양장관으로 임명될 수 있었으나 1774년 7월 20일 계몽사상가들(프랑스어: philosophes)의 반대로 승인을 받지 못하여 취임하지 못하였다. 그러나 8월 24일 튀르고는 재정총감으로 임명되었다. 그가 왕에게 제출한 세 가지 원칙은 '파산 없음, 세금 인상 없음, 차입 없음'이었다. 당시의 재정 상황은 절망적이었고, 튀르고는 이를 해결하기 위해서 자신의 정책을 여러 부서에 대해 시행할 것을 요구하였다. 이로 인해서 모든 부서의 지출은 반드시 재정총감의 승인을 받아야 하고, 한직에 있는 사람들은 압박을 받는 등의 변화가 일어났다. 튀르고는 개인적으로 왕의 사치에 대해서도 반대 입장을 표명하였다. 이러한 것들 외에도 그는 여러 가지 측면에서 개혁을 시도하였다.
이러한 튀르고의 정책은 적자 폭을 감소시키는 데에는 성공하였고, 국가신용도를 향상시켜 그의 퇴임 직전에는 네덜란드의 은행가들로부터 4%의 이자로 대출이 가능해질 정도로 만들었다. 그러나 여전히 적자의 폭은 너무 커서 튀르고가 시행하고자 하였던 간접세로의 치환, 토지세의 일원화 등은 시행되지 못하였다. 그러나 그는 여러 물품입시세와 다른 작은 의무들을 축소시키는 데에는 성공하였다. 튀르고는 경제적인 관점에서 프랑스의 미국 독립 전쟁 참전을 반대하였으나, 결국 프랑스는 참전을 하였다.

### 반대파
튀르고는 곡물의 자유 거래가 가능하도록 하기 위해 노력하였고 이러한 내용의 포고령은 1774년 9월 13일 승인되었으나 왕실고문회(프랑스어: conseil du roi)의 강력한 반발을 받았다. 가장 파격적인 부분은 포고령의 서문이었다. 이는 칙령이 근거하고 있는 원칙에 대해서 서술하였고, 계몽사상가들은 이를 지지하였지만 일부로부터는 비웃음을 사기도 하였다. 튀르고는 이를 "마을의 판사가 어떠한 소작인들에게 설명해 주어도 알아들을 만큼 명확하게"하기 위해서 세 번에 걸쳐서 다시 적었다. 이 포고령으로 인해 튀르고는 조세프 마리 테레의 체제에서 가능했던 곡물 투기에 관심이 있었던 사람들에게 미움을 받았다. 게다가 중농주의자들을 반대하였던 페르디난도 갈리아니의 세력은 상당히 커졌으며 시몽 니콜라 앙리 링게와 자크 네케르 또한 중농주의에 반대하였다. 네케르는 1775년 튀르고의 중농주의 정책에 반대하여 Essai sur la législation et le commerce des grains를 저술하였다.
그러나 튀르고의 가장 큰 장애물은 1774년의 흉작이었다. 이로 인해서 1774년 겨울과 1775년 초봄에 빵의 가격이 상승하였다. 1775년 4월 디종에서 이로 인하여 일련의 소동이 일어났고, 5월에는 '밀가루 전쟁'이라고 불리는 폭동이 일어났다. 튀르고는 폭동의 진압 과정에서 확고부동함과 결단력을 보여주었으며, 왕실의 지원을 받기도 하였다. 1775년 7월 튀르고의 위치는 말제르브가 내각에 입성하면서 강화되었다.

### 6개항의 포고령
튀르고는 6개항의 포고령을 1776년 1월 왕실고문회에 제출하였다. 6개중 4개는 큰 중요성을 가지지 않았으나 나머지 2개가 상당한 반대를 불러일으켰다. 둘 중 하나는 부역의 폐지였고, 나머지 하나는 교역 특권을 가진 길드의 금지였다. 부역의 폐지에 대한 포고령의 서문에서 튀르고는 특권의 폐지와 가톨릭 성직자, 귀족, 제3계층 모두(이후 모르파의 요청에 의해서 가톨릭 성직자 계층은 제외되었다.)에 대한 과세가 목표임을 밝혔다. 또 길드의 금지에 대한 포고령은 모든 사람은 제한 없이 일할 수 있는 권리가 있다는 원칙에 기반을 둔 것이었다. 6개항의 포고령은 3월 12일에 승인을 받았지만, 이로 인해서 튀르고는 거의 모든 고위층들을 적으로 두게 되었다. 상위 계층의 특권에 대한 튀르고의 공격은 그를 귀족과 의회, 로마 가톨릭 교회의 눈 밖에 나게 만들었으며, 그의 왕실 재산에 대한 개혁은 법원과, 자유 무역에 대한 법률 제정은 자본가들과, 관용과 개신교도들에 대한 옹호는 가톨릭 성직자들과, 그의 길드에 대한 칙령은 파리의 중산계층들과 콩티 공과 같은, 길드를 통해서 이익을 얻고 있던 사람들과 마찰을 빚었다. 왕비 마리 앙투아네트는 튀르고가 그녀의 후견인들에게 하사품을 주는 일을 반대한 일과 폴리냐크 부인의 비슷한 행동에 비판을 가한 일 때문에 그를 싫어했다.
결국 국왕 루이 16세도 튀르고가 다른 고위층과 충돌하는 분위기를 감지하였다. 게다가 튀르고의 친구인 말제르브까지 튀르고가 너무 경솔하였다고 생각하였고, 이에 따라 은퇴를 원하게 되었다. 모르파 역시도 튀르고로부터 멀어지기 시작하였다. 당시 모르파는 이미 튀르고로부터 등을 돌린 상태였다.

### 튀르고의 계획
다른 중농주의자들과 마찬가지로, 튀르고는 계몽절대주의를 믿었고 왕이 개혁을 이루어 나가야 한다고 생각하였다. 그는 의회는 정의의 태두리 밖에서는 권한을 가지지 못한다고 생각하여 법률제정에 대한 외부의 개입을 반대하였다. 그는 지난날의 의회를 재생시키는 것이 위험하다는 것은 알고 있었으나, 모푸와 조세프 마리 테레의 사임으로 그가 집권할 수 있었고 또한 의회의 힘을 과소평가하였기 때문에 이를 효과적으로 반대하지는 못하였다. 튀르고는 두 특권 계층이 지나치게 큰 힘을 가진 채로 열릴 것을 우려하여 말제르브가 발의한 삼부회의 개회를 반대하였다.
튀르고의 계획은 비공식적으로 왕에게 제출된 논문인 Mémoire sur les municipalités에 드러나 있다. 튀르고의 계획에서는 토지의 소유자만이 투표권을 가지고, 세 계층 사이에 아무런 차별 없이 의회를 개회하도록 되어있다. 마을이나 도시의 투표권자들이 해당 지역의 대표를 뽑으면, 이 대표들은 주 단위로 다시 대표를 뽑고 이렇게 해서 뽑힌 대표가 최상위 의회에 참석하는 방식이다. 이 의회는 입법부의 권한은 없으나, 징세 관리에 대해 논하게 된다. 이러한 계획은 교육, 하층민들에 대한 복지 등과도 연관 지어져 있었다. 루이 16세는 이를 그다지 따르지 않았고, 이에 따른 근본적인 의견차이로 인하여 왕과 관리 사이의 갈등이 생길 수밖에 없었다.

## 실각과 그 후 (1776-1781)
튀르고의 실각의 직접적 원인은 명확하지 않다. 일부에서는 자크 네케르가 왕비에 대한 공격이 포함된 날조된 편지를 왕에게 보이고, 튀르고의 무능함을 보이기 위해서 왕 앞에서 튀르고의 예산안에 대한 논하였기 때문이라고 한다. 다른 이들은 튀르고의 사임은 왕비 마리 앙투아네트의 압력이 원인이라고 주장한다. 또 다른 사람들은 모르파의 음모가 원인이라고도 한다. 1776년 4월 말제르브가 사임한 후 튀르고와 모르파는 말제르브의 후임 문제로 다투었고 이 과정에서 튀르고가 왕에게 보낸 편지에서 모르파를 심하게 비난한 일로 인하여 결국 튀르고는 모르파를 적으로 두게 되었다. 원인이 어쨌든 간에, 너무 많은 적을 두게 된 튀르고의 사임은 당연한 것일 수도 있었지만 튀르고 자신은 그의 개혁 정책을 완성시킬 수 있도록 더 오랜 기간 동안 재정총감으로 남아있고자 하였다. 그러나 이는 받아들여지지 않았고 결국 1776년 5월 12일 튀르고는 해임되었다. 해임 직후 튀르고는 라 로슈 기용에 위치한 엥빌 공작부인의 샤토에 머무르다가 얼마 지나지 않아 파리로 돌아왔다. 그는 파리에서 남은 일생을 과학과 문학 연구에 매진하였고 이로 인해서 1777년 인문학 학회인 Académie des Inscriptions et Belles-Lettres의 부회장이 되었다. 튀르고는 1781년 3월 18일 파리에서 사망하였다.